# 尚庆莲
尚庆莲（1952年—），山东肥城人，汉族，中华人民共和国政治人物、第十一届全国人民代表大会黑龙江地区代表。
毕业于哈尔滨市教育学院教育管理专业，是中共党员。担任哈尔滨市继红小学校长。2008年起担任全国人大代表。